# Donnelly, Alberta
Donnelly är en ort i Kanada.   Den ligger i provinsen Alberta, i den centrala delen av landet, 3 100 km väster om huvudstaden Ottawa. Donnelly ligger 590 meter över havet och antalet invånare är 293.
Terrängen runt Donnelly är platt. Trakten runt Donnelly är nära nog obefolkad, med mindre än två invånare per kvadratkilometer.. Närmaste större samhälle är Falher, 6,1 km väster om Donnelly.
Trakten runt Donnelly består till största delen av jordbruksmark.